# Euophrys yulungensis
Euophrys yulungensis är en spindelart som beskrevs av Zabka 1980. Euophrys yulungensis ingår i släktet Euophrys och familjen hoppspindlar. Inga underarter finns listade i Catalogue of Life.